# Frank Hirschinger
Frank Hirschinger (* 1966 in Waiblingen) ist ein deutscher Historiker und Klarinettist.

## Leben
Hirschinger studierte Musik und Geschichte in Stuttgart und Halle und wurde 2001 an der Martin-Luther-Universität Halle-Wittenberg promoviert. 1991 wurde er Soloklarinettist des Orchesters des Opernhauses Halle. Seit der Orchesterfusion 2006 ist er in der Staatskapelle Halle tätig.
Er veröffentlichte Bücher über die politische Geschichte der DDR und des deutschen Kommunismus.
Hirschinger war bis zu seinem Austritt 2013 Mitglied der CDU und im Ortsverband Halle-Ost aktiv.

## Veröffentlichungen
- „Zur Ausmerzung freigegeben“ – Halle und die Landesheilanstalt Altscherbitz 1933–1945. Böhlau Verlag, Köln 2003, ISBN 3-412-06901-9.
- Gestapoagenten, Trotzkisten, Verräter. Kommunistische Parteisäuberungen in Sachsen-Anhalt 1918 – 1953. Vandenhoeck & Ruprecht, Göttingen 2005 (Digitalisat der BSB) ISBN 978-3-525-36903-6.
- Fälschung und Instrumentalisierung antifaschistischer Biographien. Das Beispiel Halle/Saale 1945 – 2005. Vandenhoeck & Ruprecht, Göttingen 2007, ISBN 978-3-89971-354-1.
- Der Spionage verdächtig. Asylanten und ausländische Studenten in Sachsen-Anhalt 1945 – 1970. Vandenhoeck & Ruprecht, Göttingen 2009, ISBN 978-3-89971-750-1